# Undervågning
Undervågning er et begreb, der betegner den overvågning, der foregår ved at flere og flere mennesker overvåger deres omgivelser qua deres forskellige delinger på sociale medier.
Udtrykket er en oversættelse af det franske ord sousveillance, som er en modsætning til surveillance (overvågning).

## Undervågning vs overvågning
Hvor overvågning typisk foretages af en offentlig myndighed eller en organisation, er undervågning en handling der udføres af en der selv er tilstede ved hjælp af en medbragt smartphone med adgang til internettet.

## Perspektiv
Faren ved denne form for overvågning er, at man som den overvågede ikke er opmærksom på, at man bliver overvåget, da man er blandt "venner" og derfor har paraderne nede.
Efterhånden som mulighederne for at overvåge sine omgivelser bliver nemmere,[kilde mangler] blandt andet i form af Google glass, vil undervågningen få større og større betydning.